# Partido Popular Nossa Eslováquia
O Partido Popular Nossa Eslováquia (em eslovaco: Ľudová strana – Naše Slovensko, L'SNS), que desde de Novembro de 2015 é denominado oficialmente Kotleba - Partido Popular Nossa Eslováquia (em eslovaco: Kotleba – Ľudová strana Naše Slovensko) é um partido neofascista de Terceira Posição da Eslováquia.

## História
Fundado em 2010 por Marian Kotleba, o partido desde da sua fundação é frequentemente acusado de ser um partido abertamente nazi, algo que reforçado pelo facto do partido considerar herdeiro das tradições do Partido Popular Eslovaco, partido que colaborou com o regime nazi de Hitler durante a ocupação alemã. Membros do partido defendem a inexistência do Holocausto, bem como abertamente expressarem a sua admiração por Adolf Hitler.
O L'SNS é fortemente contra a imigração e as minorias, sendo de destacar a sua forte retórica contra ciganos e refugiados.
O partido é fortemente crítico da integração da Eslováquia na União Europeia e na NATO, com o seu líder a pendurar cartazes com a frase "Yankees Go Home! STOP NATO!". Esta posição eurocética contrasta com o sentimento pró-russo do partido, chegando a comparar o destacamento de tropas da NATO com a mobilização das tropas nazis em 1941 na antecâmara da Operação Barbarossa. Esta posição russófila também levou a suspeitas de que o partido recebe apoio financeiro do Kremlin.
Desde 2017, que o partido tem uma ação pendente no Tribunal Supremo Eslovaco sobre a sua possível dissolução com o fundamento de ser um partido fascista e por em causa o sistema democrático existente.

## Resultados eleitorais

### Eleições legislativas
| Data | CI.  | Votos   | %             | +/-  | Deputados | +/-     | Status            |
| ---- | ---- | ------- | ------------- | ---- | --------- | ------- | ----------------- |
| 2010 | 10.º | 33 724  | 1,33 / 100,00 |      | 0 / 150   |         | Extra-parlamentar |
| 2012 | 10.º | 40 460  | 1,58 / 100,00 | 0,25 | 0 / 150   | Estável | Extra-parlamentar |
| 2016 | 5.º  | 209 779 | 8,04 / 100,00 | 6,46 | 14 / 150  | 14      | Oposição          |
| 2020 | 4.º  | 229 660 | 7,97 / 100,00 | 0,07 | 17 / 150  | 3       | Oposição          |

### Eleições presidenciais
| Data | Candidato apoiado | 1.ª Volta | 1.ª Volta | 1.ª Volta      | 2.ª Volta | 2.ª Volta | 2.ª Volta |
| Data | Candidato apoiado | CI.       | Votos     | %              | CI.       | Votos     | %         |
| ---- | ----------------- | --------- | --------- | -------------- | --------- | --------- | --------- |
| 2019 | Marian Kotleba    | 4.º       | 222 935   | 10,39 / 100,00 |           |           |           |

### Eleições europeias
| Data | CI.  | Votos   | %              | +/-   | Deputados | +/- |
| ---- | ---- | ------- | -------------- | ----- | --------- | --- |
| 2014 | 11.º | 9 749   | 1,73 / 100,00  |       | 0 / 13    |     |
| 2019 | 3.º  | 118 995 | 12,07 / 100,00 | 10,34 | 2 / 13    | 2   |